# Pacsmagi-tavak
Pacsmagi-tavak este o arie protejată (arie de protecție specială avifaunistică — SPA) din Ungaria întinsă pe o suprafață de 439,35 ha, integral pe uscat.

## Localizare
Centrul sitului Pacsmagi-tavak este situat la coordonatele 46°37′00″N 18°22′27″E / 46.6167°N 18.3742°E.

## Înființare
Situl Pacsmagi-tavak a fost declarat arie de protecție specială avifaunistică în mai 2004 pentru a proteja 33 de specii de animale.

## Biodiversitate
Situată în ecoregiunea panonică, aria protejată nu include niciun habitat protejat.
La baza desemnării sitului se află mai multe specii protejate de  păsări (33): privighetoare-de-baltă (Acrocephalus melanopogon), pescăruș albastru (Alcedo atthis), rață mare (Anas platyrhynchos), gâscă cenușie (Anser anser), stârc roșu (Ardea purpurea), rață-cu-cap-castaniu (Aythya ferina), rață roșie (Aythya nyroca), buhai de baltă (Botaurus stellaris), caprimulg (Caprimulgus europaeus), chirighiță-cu-obraz-alb (Chlidonias hybridus), chirighiță neagră (Chlidonias niger), barză neagră (Ciconia nigra), erete de stuf (Circus aeruginosus), cristeiul de câmp (Crex crex), ciocănitoare neagră (Dryocopus martius), egretă albă (Egretta alba), egretă mică (Egretta garzetta), becațină comună (Gallinago gallinago), codalb (Haliaeetus albicilla), stârc pitic (Ixobrychus minutus), sfrâncioc roșiatic (Lanius collurio), prigoare (Merops apiaster), gaia neagră (Milvus migrans), stârc de noapte (Nycticorax nycticorax), vultur pescar (Pandion haliaetus), pițigoi de stuf (Panurus biarmicus), lopătar (Platalea leucorodia), cresteț cenușiu (Porzana parva), cresteț pestriț (Porzana porzana), cristei de baltă (Rallus aquaticus), pițigoi-pungar (Remiz pendulinus), silvie porumbacă (Sylvia nisoria), corcodel mic (Tachybaptus ruficollis).